# Fnideq
Fnideq (àrab: الفنيدق, al-Fnīdaq; amazic estàndard marroquí: ⴼⵏⵉⴷⴰⵇ, Fnidaq) és un municipi de la prefectura de M'diq-Fnideq, a la regió de Tànger-Tetuan-Al Hoceima, al Marroc. Segons el cens de 2014 tenia una població total de 77.436 persones. Durant el protectorat espanyol del Marroc va rebre el nom de Castillejos. És molt a prop de Ceuta, a l'est de Tànger i al nord de Tetuan.

## Història
En les proximitats d'aquesta població, va tenir lloc, en 1860, durant la Primera Guerra del Marroc la batalla de Los Castillejos amb victòria final de les forces espanyoles comandades pel general Joan Prim i Prats, per la qual va obtenir el títol de marquès de Los Castillejos.